# 10186 Albeniz
10186 Albeniz este o planetă minoră (asteroid), cu un diametru de 4,045 km, din centura de asteroizi. A fost descoperită pe 20 aprilie 1996 la Observatorul European Austral de Eric Walter Elst și a fost numită după Isaac Albéniz. 
Obiectul prezintă o orbită caracterizată de o semiaxă mare de 2,4434264 UAi, o excentricitate de 0,2050357, o înclinație de 6,19719 ° în raport cu ecliptica.